# Banger (film)
Banger è un film del 2025 diretto da So-Me.

## Trama
Quando un DJ in declino viene ingaggiato da un agente dei servizi segreti per incastrare il suo rivale, vede questa opportunità per tornare alla ribalta.

## Distribuzione
Il film è stato distribuito in streaming sulla piattaforma Netflix il 02 aprile 2025.